# Crne Lokve
Crne Lokve su naseljeno mjesto u gradu Širokom Brijegu, Federacija Bosne i Hercegovine, BiH.

## Stanovništvo

### 1991.
Nacionalni sastav stanovništva 1991. godine, bio je sljedeći:
ukupno: 357
- Hrvati - 355 (99,44%)
- Srbi - 1 (0,28%)
- Jugoslaveni - 1 (0,28%)

### 2013.
Nacionalni sastav stanovništva 2013. godine, bio je sljedeći:
ukupno: 142
- Hrvati - 140 (98,59%)
- Bošnjaci - 2 (1,41%)